# Eurodryas aurunca
Eurodryas aurunca är en fjärilsart som beskrevs av Turati 1910. Eurodryas aurunca ingår i släktet Eurodryas och familjen praktfjärilar. Inga underarter finns listade i Catalogue of Life.